# Hot News
Hot News é um filme de comédia mudo produzido nos Estados Unidos, dirigido por Clarence Badger e lançado em 1928.